# Adam Wharton
Adam James Wharton (Blackburn, 2004. február 6. –) angol válogatott labdarúgó, a Crystal Palace játékosa.

## Pályafutása

### Klubcsapatokban
A Blackburn Rovers akadémiáján nevelkedett. 2022 februárjában írta alá első profi szerződését a klubbal, amely 2025. június 30-ig szólt. Augusztus 10-én mutatkozott be a ligakupában a Hartlepool United ellen 4–0-ra megnyert találkozón az Ewood Parkban. Augusztus 22-én a bajnokságban is debütált a Stoke City, a félidőben váltotta Joe Rankin-Costellót. A hónap utolsó napján a mérkőzés embere lett a Blackpool ellen 1–0-ra megnyert másodosztályú bajnoki mérkőzésen. Október 22-én első gólját szerezte meg a Birmingham City ellen.
2024. február 1-jén öt és fél éves szerződést ír alá a Crystal Palace csapatával. Két nappal később lépett pályára először a Brighton & Hove Albion ellen 4–1-re elvesztett bajnoki találkozón.

### A válogatottban
Többszörös angol korosztályos válogatott labdarúgó. 2024. május 21-én bekerült Gareth Southgate szövetségi kapitány 33 fős ideiglenes keretébe, amely a 2024-es labdarúgó-Európa-bajnokságra készült. Június 3-án mutatkozott be a felnőtt válogatottban Bosznia-Hercegovina ellen csereként a 3–0-ra megnyert barátságos mérkőzésen. Június 6-án bekerült a végleges 26 fős keretbe.

## Család
Testvére, Scott Wharton a Blackburn Rovers játékosa.